# Liste von bekannten Onion Services im Tor-Netzwerk
Dies ist eine alphabetische Liste von bekannten Onion Services im Tor-Netzwerk, die offiziell ihre Onion Services (früher Hidden Services) als .onion-Adresse im Tor-Netzwerk bekanntgeben.

## Onion Services
Onion Services sind nur über das Tor-Netzwerk erreichbar. Betreiber, welche einen gewissen Dienst anbieten, können diesen als Onion Service und auch gleichzeitig als normalen Dienst (welcher ganz normal über das Internet erreichbar ist) anbieten. Dies hat den Vorteil, dass Benutzer, welche großen Wert auf Privatsphäre legen, den Weg über das Tor-Netzwerk gehen und ihre Anonymität wahren können. Für den Betreiber bringt es den Vorteil, dass sein Standort verschleiert ist, da nur die .onion-URL, aber nicht die IP-Adresse des Servers bekannt ist.

## Kategorien von Onion Services

### Betriebssysteme
- Debian – ist ein gemeinschaftlich entwickeltes freies Betriebssystem. Debian GNU/Linux basiert auf den grundlegenden Systemwerkzeugen des GNU-Projektes sowie dem Linux-Kernel.[4]
- DivestOS – war ein freies Betriebssystem und Android-Custom-ROM für Mobiltelefone, die auf der Android-Plattform basieren. Es war ein soft fork von LineageOS und zielt darauf ab, die Sicherheit und den Datenschutz auf einer Vielzahl von Geräten zu verbessern und zu unterstützen.[5][6]
- Kicksecure – ein gehärtetes Debian-Derivat, das entwickelt wurde, um resistent gegen Malware und Einbrüche zu sein. Es basiert auf einem mehrschichtigen Verteidigungsmodell und bietet dadurch tiefgreifendere Sicherheit. Es wird von den Whonix-Entwicklern bereitgestellt.[7][8][9]
- Qubes OS – ist ein auf IT-Sicherheit fokussiertes Betriebssystem, welches diese durch getrennte virtuelle Maschinen gewährleisten will.
- Whonix – ist eine Debian-basierende Linux-Distribution, die auf Privatsphäre, Sicherheit und Anonymität im Internet Wert legt. Um dies zu erreichen, setzt Whonix insbesondere auf die Nutzung des Tor-Netzwerks und die Trennung vom Basisbetriebssystem durch virtuelle Maschinen.[10][11]

### Darknet-Märkte
| Name                 | Gründung | Status  | abgeschaltet seit |
| -------------------- | -------- | ------- | ----------------- |
| Agora                | 2013     | offline | 2015              |
| AlphaBay             | 2013     | offline | 2017              |
| Dream Market         | 2013     | offline | 2019              |
| Evolution            | 2014     | offline | 2015              |
| Hansa                | 2014     | offline | 2017              |
| Nucleus Market       |          | offline | 2016              |
| Silk Road            | 2011     | offline | 2013              |
| Wall Street Market   | 2016     | offline | 2019              |
| White House Market   | 2019     | offline | 2021              |
| ASAP Market          |          | offline | 2023              |
| Alphabay 2.0         | 2021     | offline | 2023              |
| Nemesis Market       | 2021     | offline | 2024              |
| Incognito Market     | 2020     | offline | 2024              |
| Archetyp Marketplace | 2020     | offline | 2025              |
| Abacus Market        | 2020     | offline | 2025              |
| DrugHub by WHM       | 2023     | online  |                   |

### E-Mail-Anbieter
- cock.li – ein Gratis-E-Mail und -XMPP-Anbieter[23]
- CTemplar– ein Gratis-E-Mail-Anbieter[24]
- danwin1210.de – ein Gratis-E-Mail und -XMPP-Anbieter[25]
- Guerrilla Mail – Temporäre Einweg-E-Mail-Adressen[26][27]
- jpberlin.de – bietet Privat- und Geschäftskunden E-Mail-Postfächer und übernimmt auch Webseiten- und Server-Hosting.[28][1]
- Mailbox.org – ist ein kostenpflichtiger E-Mail-Anbieter des Berliner Unternehmens Heinlein Support GmbH. Der Dienst versucht, sich mit besonderem Augenmerk auf Datenschutz, Datensicherheit und Werbefreiheit von anderen Anbietern abzugrenzen. Mail- und Jabber/XMPP-Server sind via Tor Onion Services verfügbar, Webmail nicht.[29]
- Mail2Tor – ein Gratis-E-Mail-Anbieter[30][31]
- morke.org – ein Gratis-E-Mail-Anbieter[32]
- ProtonMail – ist ein Gratis-E-Mail-Anbieter, der die Nachrichten der Nutzer verschlüsselt. Dieser wurde an der CERN-Forschungseinrichtung durch Jason Stockman, Andy Yen und Wei Sun im Jahr 2013 gegründet und ist in mehreren Sprachen, u. a. Deutsch, Englisch und Französisch, verfügbar.[33]
- SecTor.City – ein Gratis-E-Mail-Anbieter[34]
- TorBox – ein Gratis-E-Mail-Anbieter[35][31]

### File-/Foto-Sharing und Torrents
- Demonoid – ist ein BitTorrent-Tracker und eine Website, die 2003 gegründet wurde, um Diskussionen über Filesharing zu erleichtern und einen durchsuchbaren Index von Torrent-Dateien bereitzustellen.[36][37]
- dump.li – kostenloser Filehosting-Dienst für Bilder.[38]
- OnionShare – ist ein OpenSource-Tool, mit dem man Dateien, Chats oder Webseiten (Onion Services) über das Tor-Netzwerk teilen kann.[39][40]
- Sluggers – kostenloser Filehosting-Dienst für Bilder.[41]
- The Pirate Bay – ist ein web-basierter Indizierer für digitale Inhalte, bei dem Besucher Magnet-Links und .torrent-Dateien finden, herunterladen und hinzufügen können, um einen Peer-to-Peer-Dateiaustausch via BitTorrent zwischen den Nutzern aufbauen zu können.АНьч

### Foren
- 8kun – ein englischsprachiges Imageboard.
- Deutschland im Deep Web (DiDW) – ehemaliges deutschsprachiges Deepweb-Forum über Themen des Darknets, Meinungsfreiheit, Drogen, Kryptowährungen und die IT-Sicherheit.[42][43] Das Forum steht im Zusammenhang mit dem Anschlag in München 2016, bei dem der Attentäter die Tatwaffe über DiDW bezog.[44][45] Seit März 2022 nicht mehr erreichbar.[46]
- Dread – ist ein Diskussionsforum über Themen des Darknets, Darknet-Märkte und IT-Sicherheit.[47][48][49]
- EndChan – ein englischsprachiges Imageboard, auf dem der Terror-Angriff bei Oslo 2019 angekündigt wurde.[50][51]
- Germania – unzensiertes und deutschsprachiges Deepweb-Forum. Der Nachfolger von Deutschland im Deep Web. Themen über Darknet, Meinungsfreiheit, Drogen und die IT-Sicherheit. Das Forum bietet einen Markt mit automatisiertem Escrow-System in der Kryptowährung Monero, PGP-Autorisierung und Ende-zu-Ende-verschlüsselte private Nachrichten.[52][53]

### Frontends
- Invidious – ein datenschutzfreundliches Frontend für Youtube. Es existieren .onion-Instanzen.[54]
- Libreddit – ein datenschutzfreundliches Frontend für Reddit.[55][56]
- Nitter – ein datenschutzfreundliches Frontend für den Nachrichtendienst Twitter. Es existieren .onion-Instanzen.[57][58]

### Geheimdienste
- Central Intelligence Agency –  der Auslandsgeheimdienst der Vereinigten Staaten.[59]

### Informationsfreiheit
- FragDenStaat –  eine Internetplattform, über die Anfragen auf Basis des Informationsfreiheitsgesetzes sowie anderer Gesetze an Behörden gestellt werden können. Sie bietet einen Überblick über die deutsche und europäische Behördenlandschaft und ermöglicht Nutzern, Anfragen an Behörden zu stellen.[60][61]

### Instant-Messenger
- Cwtch – ein dezentralisiertes, datenschutzfreundliches Kommunikationsprotokoll. Die gesamte Kommunikation in Cwtch ist Ende-zu-Ende verschlüsselt und findet über Tor statt. Für Android, iOS, Windows, MacOS und Linux als Open Source verfügbar.[62][63][64]
- SimpleX – freier Privacy-Messenger, der keine Benutzerkennungen (Identifier) wie eine Telefonnummer oder E-Mail-Adresse kennt und über Tor via Orbot kommunizieren kann.[65] Für Android und iOS, sowie als Command Line Interface für Linux, MacOS und Windows verfügbar.[66][67]

### Kommunikationsdienste
- disroot.org – ein nicht-kommerzieller Anbieter von Kommunikationsdiensten, wie E-Mail, Cloudservices, XMPP, Filehosting, Etherpad, Git-Hosting, Jitsi-Videocalls etc.[68][69]
- Facebook – ist ein soziales Netzwerk, das vom US-amerikanischen Unternehmen Meta Platforms (vormals Facebook Inc.) betrieben wird.[70]
- freenode – ist ein IRC-Netzwerk, dessen Sinn und Ziel es ist, eine kostenlose und stabile Kommunikationsplattform für die Freie-Software-Gemeinde anzubieten.
- Keybase – Social-Networking- und Schlüsselserver-Service, der eine freie Alternative zu Slack darstellt.[71][72]
- MadIRC – IRC-Netzwerk um zufällige Personen zu treffen.[73]
- Mullvad – ist ein kommerzieller VPN-Dienst mit Sitz in Schweden. Die VPN-Client-Software von Mullvad ist unter der GPLv3, einer freien und quelloffenen Softwarelizenz, veröffentlicht.[74][75][76][77]
- raddle.me – ist eine alt-tech Online-Community, die als Alternative zu Reddit gegründet wurde. Sie bietet eine Plattform für Diskussionen über eine Vielzahl von Themen und fördert den Austausch von Ideen und Meinungen.[78]
- ramble.pw – ist eine Reddit-ähnliche Website, die sich auf Tech-News, Datenschutz und freie Meinungsäußerung konzentriert. Sie ist u. a. über verschiedene Anonymitätsnetzwerke wie Tor, I2P, LokiNet und Yggdrasil verfügbar.[79]
- Reddit –  ist ein Social-News-Aggregator, auf der registrierte Benutzer Inhalte einstellen bzw. anbieten können.[80][81]
- riseup.net – ist ein nicht-kommerzieller Anbieter von Kommunikationsdiensten mit Tor Onion Services[82], wie E-Mail,[83] Webmail, XMPP, Filehosting, Etherpad,[84] Internetforum, Mailinglistenmanager etc., die von einer autonomen Körperschaft in Seattle betrieben werden.[85]
- poa.st – bietet mehrere open-source Fediverse-Dienste an, wie z. B. Instanzen für Matrix, Nostr, Nitter, PeerTube, Searx, etc., die es Nutzern ermöglichen, besser mit anderen Diensten Dritter wie Twitter und Youtube zu interagieren.[86][87]
- systemli.org – ist ein nicht-kommerzieller Anbieter von Kommunikationsdiensten wie E-Mail, XMPP, Nextcloud, Etherpad etc.[88]

### Kryptowährungsdienste
- Blockchair – eine Such- und Analyseengine (block explorer) für die Blockchains der Kryptowährungen Bitcoin, Ethereum, Ripple, Bitcoin Cash, Bitcoin SV, Litecoin, Cardano, EOS, Tezos, Stellar, Monero, Dash, Zcash, Dogecoin, Mixin und Groestlcoin.[89][90]
- Feather Wallet – eine freie und quelloffene Monero-Wallet für Linux, Tails, Windows und macOS, die vom Monero-Projekt als ressourcenschonende (light) Wallet bereitgestellt wird. Nutzt optional Tor-Nodes für die Interaktion mit der Blockchain.[91][92][93]
- kycnot.me – ist eine Webseite, die eine Sammlung von Kryptowährungs-Diensten ohne Registrierung anbietet. Ihr Ziel ist es, die dezentrale Eigenschaften von Kryptowährungen und den Datenschutz zu fördern.[94]
- mempool.space – ist ein Bitcoin-Explorer, der Echtzeit-Updates zu Transaktionen und Gebühren im Bitcoin-Netzwerk bietet.[95]
- Monero – ist eine dezentrale, Blockchain-basierte Kryptowährung. Im Gegensatz zu Bitcoin setzt Monero jedoch einen stärkeren Fokus auf die Privatsphäre bzw. Anonymität seiner Nutzer (vgl. Privacy Coin).[96]
- Wasabi Wallet – quelloffene[97] Bitcoin-Wallet mit CoinJoin-Mixerfunktion[98][99][100]

### Medienarchive und Pastebins
- archive.today – ist ein Online-Dienst, der unter verschiedenen Top-Level-Domains komplette Webseiten mit Bildern, Stylesheets, Schriften und Werbeanzeigen auf Wunsch bzw. automatisch archiviert, wenn sie z. B. in der Wikipedia verlinkt werden.[101]
- PrivateBin – mit Pastebin-Systemen können Texte schnell über eine einfache URL zugänglich gemacht werden.[102]
- ZeroBin – mit Pastebin-Systemen können Texte schnell über eine einfache URL zugänglich gemacht werden.[103][104]

### Nachrichtenmedien
- BBC – British Broadcasting Corporation, eine öffentlich-rechtliche Rundfunkanstalt des Vereinigten Königreichs.[105][106]
- Current Time TV – (russisch: Настоящее Время) ist ein russischsprachiges digitales Netzwerk (24/7 television and digital network), das von zwei Tochtergesellschaften der United States Agency for Global Media betrieben wird.[107][108]
- Deutsche Welle – ist der Auslandsrundfunk der Bundesrepublik Deutschland und Mitglied der ARD.[109][110]
- Deep Dot Web – am 7. Mai 2019 beschlagnahmt.[111][112]
- Indymedia – ist ein globales Non-Profit-Netzwerk von Medienaktivisten und Journalisten im Internet, das sich als Teil des Graswurzel-Journalismus sieht.
- ProPublica – US-amerikanischer Non-Profit-Newsdesk für investigativen Journalismus.[113]
- Radio Free Europe / Radio Liberty –  ist ein von der United States Agency for Global Media gegründeter und finanzierter Rundfunkveranstalter, der Hörfunkprogramme in 28 osteuropäischen, vorderasiatischen und zentralasiatischen Sprachen produziert.[114][107]
- taz (Die Tageszeitung) – ist eine überregionale deutsche Tageszeitung, die als links-grün und linksalternativ beschrieben wird.[115]
- The Intercept – ist eine publizistische Website, die seit dem 10. Februar 2014 online ist. Sie wird von Laura Poitras, Glenn Greenwald und Jeremy Scahill betrieben und wurde von Pierre Omidyar finanziert.
- tortimes.com – eine nichtkommerzielle englischsprachige Nachrichten-Website, welche sich primär mit dem Darknet befasst.[116]
- Voice of America – ist der offizielle staatliche Auslandssender der USA mit Sitz in Washington, D.C.[80][117]

### Pornographie
- Pornhub – eine Pornowebsite des kanadischen Unternehmens Mindgeek.

### Schattenbibliotheken
- Library Genesis – oder LibGen ist eine Schattenbibliothek und Suchmaschine für Bücher und Artikel. Die Seite ermöglicht einen kostenlosen Zugang (Open Access) zu normalerweise kostenpflichtiger Literatur und bietet diese zum Download an.
- Sci-Hub – ist eine Schattenbibliothek, die aus einem Internetarchiv mit etwa 80.000.000 wissenschaftlichen Artikeln (Stand August 2017) besteht.
- Z-Library – ist eine Schattenbibliothek, die freien Zugang zu üblicherweise kostenpflichtigen Büchern und wissenschaftlichen Zeitschriften ermöglicht. Nach eigenen Angaben stehen mehr als 90 Millionen Dokumente online zum Abruf zur Verfügung.[118]

### Suchmaschinen
- Ahmia – ist eine Open-Source-Suchmaschine für Onion Services im Tor-Netzwerk und die Suche im I2P-Netzwerk. Ahmia wurde 2014 während des Google Summer of Code mit Unterstützung des Tor-Projekts von Juha Nurmi erstellt.
- Brave Search – anonyme Suchmaschine von Brave Software, dem gleichnamigen Hersteller des Brave Browsers.[119][120]
- DuckDuckGo – ist eine Suchmaschine, die keine persönlichen Informationen sammelt und dadurch auch Filterblasen verhindern soll. DuckDuckGo unterscheidet sich von anderen Suchmaschinen, weil DuckDuckGo seine Nutzer nicht profiliert und daher für alle Nutzer die gleichen Ergebnisse anzeigt.
- haystak – ist eine Suchmaschine für Onion Services im Tor-Netzwerk.[121]
- MetaGer – ist eine deutsche Metasuchmaschine im Internet, die an der Universität Hannover als Dienst des Regionalen Rechenzentrums für Niedersachsen seit April 1996 entwickelt wurde. Seit 1. Oktober 2012 wird MetaGer vom eingetragenen Verein Suma e. V. in einer Kooperation mit der Universität Hannover betrieben.
- Searx – Einige Instanzen[122] der quelloffenen Metasuchmaschine Searx sind als Tor Onion Service erreichbar.[123]
- TORCH TorSearch – Suchmaschine für Onion Services im Tor-Netzwerk.[124][125][126]
- VormWeb – deutschsprachige Suchmaschine für Onion Services im Tor-Netzwerk.[127][128]
- not Evil eine Suchmaschine, die seit 2014 existiert und deren Gründer anonym bleibt.[129]

### Terminfinder und andere Umfrage-Tools
- Digitalcourage betreibt eine Framadate-Instanz mit dem Namen Nuudel, die auch per Onion-Site erreichbar ist.[130][131] Framadate ist eine freie und quelloffene Alternative zu Doodle, also eine Webanwendung zur Terminfindung. Man kann damit aber auch einfache Umfragen für andere Zwecke erstellen.[132][133]

### Verzeichnisse und Wikis
- dark.fail – ein Verzeichnis von .onion-Seiten.[134][135]
- PrivacyGuides.org – eine Linksammlung von informationssicherheitsrelevanten Anleitungen, Praktiken und der dazugehörigen Software.[136][137]
- PrivacyTools.io – eine Linksammlung von sicherheitsrelevanter Open-Source-Software, ähnlich wie das Verzeichnis PRISM Break.[138][139]
- PsychonautWiki – ist ein Wiki, das die Psychonautik auf umfassende, wissenschaftlich fundierte Weise dokumentieren will.[140]
- The Hidden Wiki – ist ein Wiki, das eine Linksammlung zu anderen .onion-Seiten und Lexikon-Artikeln enthält.
- tor.taxi – ein Verzeichnis von .onion-Seiten.[141]

### Whistleblowing und Menschenrechte
- Freedom of the Press Foundation – ist eine gemeinnützige Stiftung zur Stärkung der Presse- und der Meinungsfreiheit im Sinne einer aufgeklärten (Gegen-)Öffentlichkeit gegenüber Massenmedien und gelenkter oder verklärter politischer Bildung.
- Front Line Defenders – eine Nichtregierungsorganisation in Dublin in Irland, die sich für Menschenrechtsaktivisten in gefährdeten Situationen engagiert.[142][143]
- GlobaLeaks – ist eine Open-Source-Software, die sicheres und anonymes Whistleblowing ermöglicht. Es wurde vom Hermes-Zentrum für Transparenz und digitale Menschenrechte entwickelt, einer italienischen Nichtregierungsorganisation, die die Redefreiheit im Internet unterstützt.
- SecureDrop – ist eine freie Plattform zur sicheren Kommunikation zwischen Journalisten und Whistleblowern. Die Webanwendung wurde ursprünglich unter dem Namen DeadDrop von Aaron Swartz und Kevin Poulsen entwickelt.
- WikiLeaks – ist eine Enthüllungsplattform, auf der Dokumente anonym veröffentlicht werden (Whistleblowing), die durch Geheimhaltung als Verschlusssache, Vertraulichkeit, Zensur oder auf sonstige Weise in ihrer Zugänglichkeit beschränkt sind. WikiLeaks setzt dabei ein grundsätzliches öffentliches Interesse an den Informationen voraus.